# Сентино (Мачерата)
Сентино је насеље у Италији у округу Мачерата, региону Марке.
Према процени из 2011. у насељу је живело 65 становника. Насеље се налази на надморској висини од 675 м.